# Cephaloleia cognata
Cephaloleia cognata là một loài bọ cánh cứng trong họ Chrysomelidae. Loài này được Baly miêu tả khoa học năm 1869.